# Раян (Айова)
Раян (англ. Ryan) — місто (англ. city) в США, в окрузі Делавер штату Айова. Населення — 350 осіб (2020).

## Географія
Раян розташований за координатами 42°21′9″ пн. ш. 91°29′7″ зх. д. / 42.35250° пн. ш. 91.48528° зх. д. (42.352409, -91.485139).  За даними Бюро перепису населення США в 2010 році місто мало площу 1,11 км², уся площа — суходіл.

## Демографія
Згідно з переписом 2010 року, у місті мешкала 361 особа в 152 домогосподарствах у складі 93 родин. Густота населення становила 325 осіб/км².  Було 171 помешкання (154/км²).
Расовий склад населення:
| - 99,2 % — білих |

До двох чи більше рас належало 0,8 %. Частка іспаномовних становила 0,0 % від усіх жителів.
За віковим діапазоном населення розподілялося таким чином: 23,3 % — особи молодші 18 років, 63,7 % — особи у віці 18—64 років, 13,0 % — особи у віці 65 років та старші. Медіана віку мешканця становила 37,9 року. На 100 осіб жіночої статі у місті припадало 107,5 чоловіків;  на 100 жінок у віці від 18 років та старших — 105,2 чоловіків також старших 18 років.
Середній дохід на одне домашнє господарство  становив 62 218 доларів США (медіана — 55 000), а середній дохід на одну сім'ю — 74 181 долар (медіана — 66 406). Медіана доходів становила 44 886 доларів для чоловіків та 32 981 долар для жінок. За межею бідності перебувало 3,4 % осіб, у тому числі 0,0 % дітей у віці до 18 років та 9,5 % осіб у віці 65 років та старших.
Цивільне працевлаштоване населення становило 181 осіб. Основні галузі зайнятості: виробництво — 26,5 %, роздрібна торгівля — 16,0 %, освіта, охорона здоров'я та соціальна допомога — 12,2 %, будівництво — 9,4 %.